# Dolichomitus nitidus
Dolichomitus nitidus är en stekelart som först beskrevs av Haupt 1954.  Dolichomitus nitidus ingår i släktet Dolichomitus och familjen brokparasitsteklar. Inga underarter finns listade i Catalogue of Life.